# キング・ファハド国際スタジアム
キング・ファハド国際スタジアム（キング・ファハドこくさいスタジアム、アラビア語: مدينة الملك فهد الرياضية）は、サウジアラビアの首都リヤドにある陸上競技場であり、球技場としても使用される。総敷地面積は50万平方メートル。スタジアムはキング・ハーリド国際空港およびダンマーム高速道路と接続している。
1987年に建設され、収容人数はサウジアラビアの球技場施設として最大の68,752人である。このスタジアムの公式試合で初めて得点したのは、サウジアラビア代表としても活躍したマジェド・アブドゥラーである。

## 概要
キング・ファハド国際スタジアムは、2027年のAFCアジアカップおよび2034年のFIFAワールドカップの開催に向けて大規模な改修工事中であり、収容人数が70,200人に拡張される。このスタジアムの屋根は世界最大級であり、全シートを含む4万7千平方メートルを覆う。この屋根は強い日差しからシートと競技空間を守り、砂漠気候の中での快適な空間を作っている。また、直径247メートルの周囲を24の柱が支えている。